# 田崎公司
田﨑 公司（たさき きみつかさ、1958年 - ）は、日本の歴史学者。大阪商業大学経済学部准教授。関西福島県人会副会長 。
関西学院大学法学部教授の高島千代は妻

## 経歴
福島県出身。1982年に福島大学大学院経済学研究科修士課程を修了後、東京大学大学院経済学研究科に進み、1991年に第2種博士課程（五年一貫制） 修士課程見做修了(経済学修士)、1994年に東京大学大学院経済学研究科第2種博士課程単位取得修了した。
福島大学時代は星埜惇に師事した。

## 主な著書
共編著
- 『自由民権＜激化＞の時代 運動・地域・語り』日本経済評論社、2014年（高島千代と共編）[4]